# 鞍鋼集団
鞍鋼集団公司（あんこう-しゅうだん-こうし）は、中華人民共和国の国有持株会社である。遼寧省鞍山市を拠点とする鞍山鋼鉄集団公司（鞍鋼）、四川省攀枝花市を拠点とする攀鋼集団有限公司（攀鋼）という2つの鉄鋼企業を傘下に収める。
鞍鋼集団と攀鋼集団の再編に伴い、2010年7月28日に設立された。国務院国有資産監督管理委員会（国資委）が資本の100%を出資し、鞍鋼集団と攀鋼集団の2社に対して100%出資する。